# 打吹公園だんご

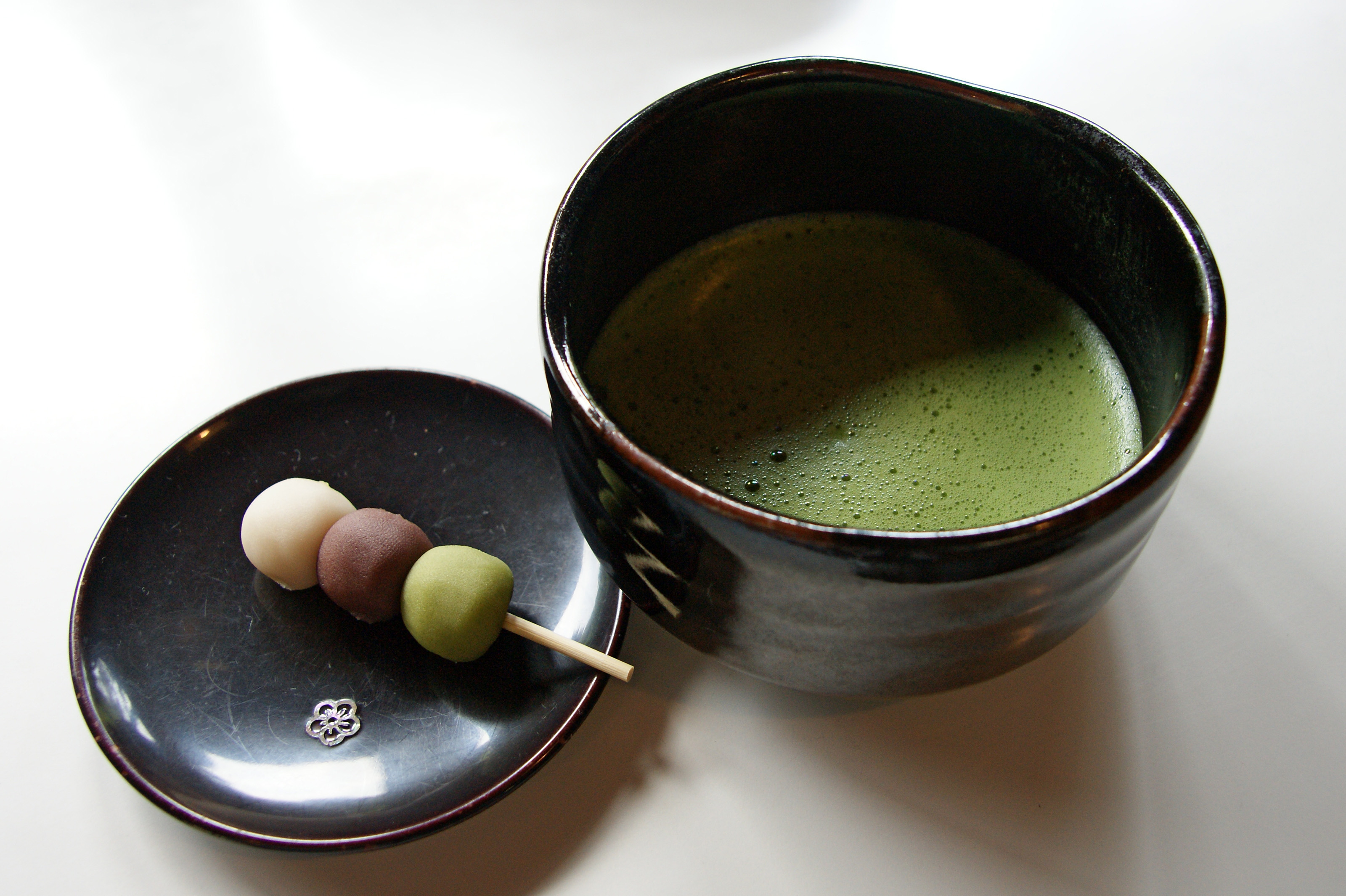
打吹公園だんご（抹茶セット）

打吹公園だんご（うつぶきこうえんだんご）は鳥取県の銘菓。白餡、小豆餡、抹茶餡の三種の餡で包まれた餅を串に刺したものである。一見、「坊っちゃん団子」に似ているが味は全く違う。
明治時代より作られている餅菓子で、倉吉市幸町に本店を構える石谷精華堂が製造、販売している。
地元では「公園だんご」の名で親しまれている。また、石谷精華堂のウェブサイトには倉吉出身の元横綱･琴櫻もその味を故郷の味として好んでいたことが掲載されている。
石谷精華堂本店、鳥取駅、倉吉駅、米子駅、大山口駅の各キヨスク、鳥取空港、米子空港の各売店、鳥取県内の百貨店、スーパーマーケット、土産物店などで販売している。
また、県外においても東京、大阪、名古屋などの有名百貨店で販売している。

## 沿革
- 1333年（元弘3年）- 後醍醐天皇を船上山に迎えた名和長年が天皇に甘茶団子を献上したという故事を聞いた初代・石谷すまが1880年（明治13年）に創業。明治中期には現在の形となる。
- 1961年（昭和36年）- 第15回全国菓子大博覧会で名誉無鑑査賞を受賞、1965年（昭和40年）には昭和天皇・香淳皇后に献上された。
- 1985年（昭和60年）- つくば科学万博の大茶会出品以降、アメリカ、フランスなどで催されたジャパンフェスティバルの大茶会にも出品、海外にも紹介されている。
- 1988年（昭和63年）には、第21回全国菓子大博覧会で裏千家家元賞を受賞した。